# ユージン・リスト

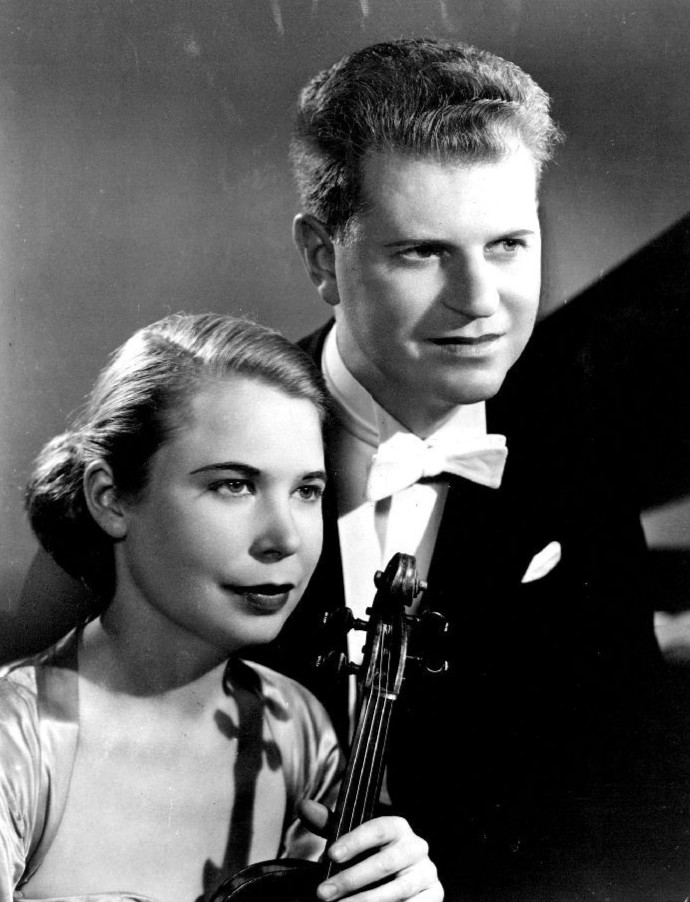
ユージン・リスト（右）。左は妻でヴァイオリニストのキャロル・グレン。1953年撮影。

ユージン・リスト（Eugene List, 1918年7月6日 - 1985年3月1日）は、アメリカ出身のピアノ奏者。
フィラデルフィアの生まれ。両親はウクライナのオデッサ出身のユダヤ人である。5歳よりピアノをはじめたが、12歳でロサンジェルス・フィルハーモニックと共演するほどの上達を見せ、ジュリアード音楽院でオルガ・サマロフの薫陶も受けた。1934年にドミートリイ・ショスタコーヴィチのピアノ協奏曲第1番のアメリカ初演の独奏を務め、その翌年にニューヨーク・フィルハーモニック交響楽団の演奏会に登場して名声を確立した。1943年にはヴァイオリン奏者のキャロル・グレンと結婚し、以後、夫婦でデュオを組んで活躍した。1945年のポツダム会談の際には、集まった首脳たちのためにコンサートを開き、「ポツダムのピアニスト」として知られるようになった。イーストマン音楽学校などで教鞭をとったが、「モンスター・コンサート」の企画者としても知られ、1970年にはエド・サリバン・ショーのために10台のピアノでルイス・モロー・ゴットシャルクのピアノ小品を演奏するなどした。
ニューヨークにて没。